# Neurotechnologie
 (avril 2023).
 (avril 2023).
- Si vous ne connaissez pas le sujet, laissez ce bandeau (vous pouvez alors contacter les auteurs).
- Si vous supprimez le contenu mis en cause (vous pouvez préalablement contacter les auteurs),

argumentez précisément cette suppression dans la page de discussion
(un manque de référence n'est pas un argument ; une recherche réelle de référence doit avoir été effectuée, être formellement documentée).
La neurotechnologie désigne toute technologie ayant une influence fondamentale sur la manière dont sont compris le cerveau et ses fonctions supérieures, les différents aspects de la conscience et de la pensée. Elle inclut également les technologies visant à réparer, voire améliorer le fonctionnement du cerveau ainsi que celles qui permettent aux chercheurs et cliniciens de visualiser le cerveau.

## Entreprises
L'une des entreprises phares dans le domaine est Neuralink, une startup américaine de neurotechnologie qui travaille actuellement sur cette technologie depuis sa création en 2016. Son créateur est Elon Musk, le célèbre entrepreneur, investisseur et businessman milliardaire. Elle est spécialisée dans le développement des implants cérébraux d'interfaces directes neuronales. Les travaux sont  en cours à travers des recherches, des tests et des analyses.